# Niszczyciele typu V/W
Niszczyciele typów V i W – długa seria 66 brytyjskich niszczycieli z końca I wojny światowej, należących do siedmiu podtypów, budowanych w ramach dwóch głównych typów: V i W. Wchodziły do służby od 1917 roku, będąc wówczas dość dużymi i silnie uzbrojonymi jednostkami. Stanowiły następnie rdzeń sił niszczycieli Royal Navy przez większość okresu międzywojennego, wyznaczając standard konstrukcji i architektury nowych typów brytyjskich niszczycieli, budowanych do połowy lat 30. Większość okrętów typów V/W – 58, służyła jeszcze aktywnie podczas II wojny światowej, głównie w roli niszczycieli eskortowych.

## Historia
Projekt niszczycieli typu V powstał w 1916, w wyniku potrzeby skonstruowania  liderów flotylli dla niszczycieli nowego brytyjskiego typu R (66 okrętów, wchodzących do służby od 1916). Miały one być od nich większe w celu pomieszczenia sztabu flotylli i posiadać silniejsze uzbrojenie artyleryjskie (4 zamiast 3 dział kalibru 102 mm) oraz dużą prędkość. Nowe okręty otrzymały architekturę wyróżniającą je od wszystkich wcześniejszych typów, która następnie stała się standardem w konstrukcji niszczycieli.
Oprócz nowego rozmieszczenia dwóch dział na dziobie w dwóch poziomach (w superpozycji – po raz drugi na niszczycielach, po poprzednim typie liderów Parker), zastosowano w nich także po raz pierwszy dwa działa w superpozycji na rufie, rezygnując z umieszczania dział na śródokręciu, między kominami. Oprócz opisanego ustawienia dział i powiększonej w tym celu o dolne piętro nadbudówki dziobowej, ich klasyczną sylwetkę uzupełniały dwa kominy, z tego drugi szerszy i krótszy (większość poprzedzających je brytyjskich typów niszczycieli była trzy- lub czterokominowych). Maszynownia została przejęta z lżejszego typu R, przez co okręty typu V rozwijały nieco mniejszą prędkość 34 węzły, lecz uprościło to ich konstrukcję. Ponadto, projekt okazał się udany i ekonomiczny – przy średniej cenie 200 000 funtów szt. były one około 50 000 funtów tańsze od poprzednich liderów typu Lightfoot i tylko 6000 funtów droższe od niektórych z niszczycieli standardowych typów M i R.
Pierwsze okręty zamówiono w kwietniu 1916. Za zamówieniem pięciu liderów poszły dalsze zamówienia okrętów typu V, już jako standardowych niszczycieli, a następnie zamówienia będącego ich rozwinięciem typu W (różniącego się przede wszystkim wzmocnieniem uzbrojenia torpedowego z 4 do 6 wyrzutni). Ostatnim stadium rozwoju był typ W zmodyfikowany, na którym wprowadzono artylerię kalibru 120 mm.

### Typ V liderów Admiralicji
Pierwszą zamówioną serią typu V było 5 liderów projektu Admiralicji (Admiralty V class leaders), zamówionych w kwietniu i lipcu 1916. Od późniejszych okrętów różniły się głównie nieco powiększoną nadbudówką dziobową i dodatkową platformą dla kompasu przed platformą reflektora pomiędzy aparatami torpedowymi. Wchodziły do służby pomiędzy czerwcem a wrześniem 1917.
Uzbrojenie stanowiły 4 pojedyncze działa 102 mm, 2 automatyczne armaty przeciwlotnicze 40 mm "pom-pom" i 4 wyrzutnie torped 533 mm, w dwóch dwururowych aparatach (jedynie HMS „Vampire” otrzymał 6 wyrzutni w trzyrurowych aparatach).
- Okręty:
  - HMS "Valentine", "Valhalla", "Valkyrie", „Valorous”(inne języki), "Vampire".

### Typ V Admiralicji
Z powodu doniesień wywiadowczych o planowanej przez Niemcy budowie nowych dużych niszczycieli, w czerwcu 1916 zdecydowano zamówić 26 dalszych okrętów typu V jako zwykłych niszczycieli, nie przewidzianych do roli liderów flotylli. Pierwsze okręty weszły do służby w sierpniu 1917, ostatnie w czerwcu 1918.
Od liderów różniły się głównie brakiem platformy dla kompasu między aparatami torpedowymi, ponadto nieco wzmocniono konstrukcję mostka. Sugerowano zamianę  dwururowych aparatów torpedowych na trzyrurowe, lecz nie zdecydowano się na to na etapie budowy, w celu uniknięcia opóźnień konstrukcji. Otrzymały one jednak w tym celu odpowiednio wzmocnione pokłady i na początku lat 20. na ocalałych okrętach zamieniono oba dwururowe aparaty torpedowe na trzyrurowe, z wyjątkiem "Vimy", "Vanoc", "Velox", "Versatile" i "Vortigern", na których zamieniono tylko aparat dziobowy (miały one 5 wyrzutni).
Okręty "Vanquisher", "Vanoc", "Vehement" i "Venturous" otrzymały tory minowe do stawiania 60 min morskich, a "Velox", "Versatile", "Vesper", "Vimiera", "Vittoria" i "Vortigern" zmodyfikowano w ten sposób po zbudowaniu. W celu użycia do stawiania min należało zdemontować rufowy aparat torpedowy i ostatnie działo ("Y").
Uzbrojenie stanowiły 4 pojedyncze działa 102 mm, 1 armata plot 76 mm i 4 wyrzutnie torped 533 mm, w dwóch dwururowych aparatach.
- Okręty:
  - HMS "Vimy" (ex. "Vancouver"), "Vanessa", „Vanity”(inne języki), "Vanoc", "Vanquisher", "Vectis", "Vega", "Vehement", "Velox", "Vendetta", "Venetia", "Venturous", "Verdun", "Versatile", "Verulam", "Vesper", "Vidette", "Vimiera", "Violent", "Vittoria", "Vivacious", "Vivien", "Vortigern".

### Typ V Thornycroft
Stocznia John I. Thornycroft & Company Ltd otrzymała 30 lipca 1916 zamówienie na dwa niszczyciele odpowiadające typowi V, według własnych planów (było to częstą praktyką w brytyjskim budownictwie niszczycieli tego okresu). Główną różnicę w wyglądzie stanowiły nieco wyższe burty i kominy o płaskich ściankach, typowe dla Thornycrofta. Miały one nieco większą prędkość kontraktową 35 węzłów. Weszły one do służby w lutym-marcu 1918.
- Okręty:
  - HMS "Viceroy", "Viscount"

### Typ W Admiralicji

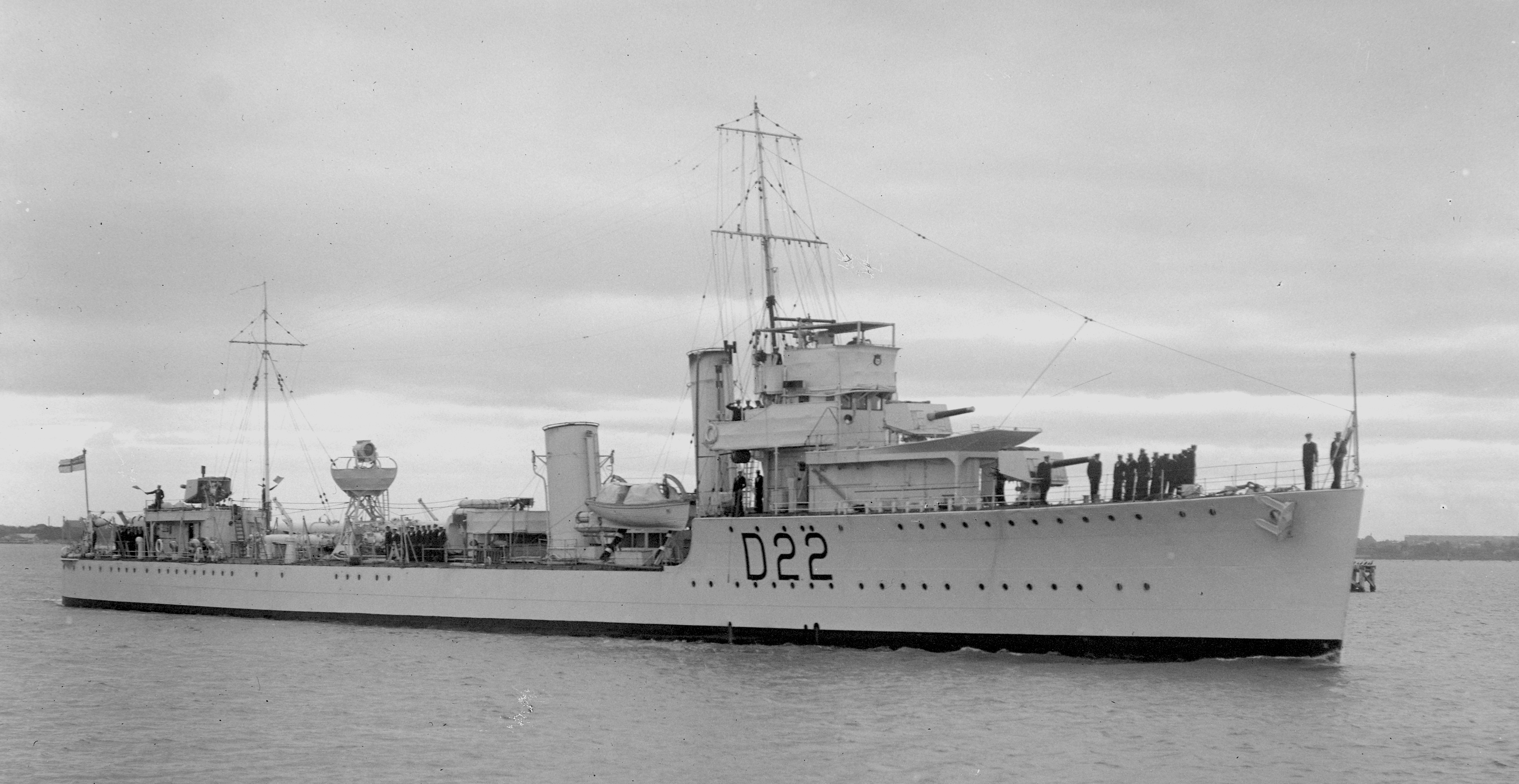
HMAS "Waterhen" typu W Admiralicji, lata 30.

Typ W projektu Admiralicji (Admiralty W class), składający się z 19 okrętów, stanowił modyfikację typu V, z zastosowaniem nowych dwóch trzyrurowych aparatów torpedowych w miejsce dwururowych. Zamówienie na 21 okrętów złożono w listopadzie 1916, lecz z dwóch zamówionych w stoczni Yarrow następnie zrezygnowano (zamieniono je na niszczyciele typu S). Otrzymały one nazwy na literę W, zgodną z nazwą typu, z wyjątkiem "Voyager". Wchodziły one do służby od listopada 1917 do października 1918.
Uzbrojenie stanowiły 4 pojedyncze działa 102 mm, 1 działo plot 76 mm i 6 wyrzutni torped 533 mm.
- Okręty:
  - HMS "Voyager", "Wakeful", "Walker", "Walpole", "Walrus", "Warwick", "Watchman", "Waterhen", "Wessex", „Westcott”(inne języki), "Westminster", "Whirlwind", "Whitley", „Winchelsea”(inne języki), "Winchester", "Windsor", „Wolfhound”(inne języki), „Wrestler”(inne języki), "Wryneck".

### Typ W Thornycroft
Podobnie jak w przypadku typu V, stocznia John I. Thornycroft & Company Ltd otrzymała 9 grudnia 1916 zamówienie na dwa niszczyciele odpowiadające typowi W, według własnych planów. Weszły one do służby w maju-czerwcu 1918. Miały one nieco większą prędkość kontraktową 36 węzłów.
- Okręty:
  - HMS "Wolsey" "Woolston".

### Typ W zmodyfikowany Admiralicji
Na typie W zmodyfikowanym (Admiralty modified W class) znacząco wzrosła siła ognia artylerii poprzez zastąpienie dział kalibru 102 mm przez nowe działa kalibru 120 mm. Zamówiono 14 okrętów w styczniu 1918 oraz dalsze 38 w marcu-kwietniu 1918, lecz na skutek zawieszenia broni zbudowano jedynie 14 okrętów (7 z pierwszego zamówienia i 7 z drugiego), ukończonych w większości między kwietniem 1919 a lipcem 1920 (trzy ukończono w latach 1922-1924), a zamówienie na pozostałe anulowano w latach 1918-1919. Mimo że określane jako typ W, nosiły nazwy zarówno na literę W, jak i V (anulowane okręty – także na Y i Z).
Ponieważ cięższe i większe działa i konieczność podwyższenia mostka spowodowały większe obciążenie części dziobowej i pogorszenie dzielności morskiej, druga seria okrętów została zbudowana z modyfikacjami opracowanymi przez Thornycrofta (poniżej). Dzięki zamianie kolejności przedziałów kotłowni (w dziobowej kotłowni dwa kotły i w rufowej jeden), kominy można było przesunąć nieco do tyłu, a w konsekwencji przesunięto nieco w tył całą nadbudówkę dziobową i działa. Ich cechą wyróżniającą był pierwszy komin szerszy od drugiego (wcześniejsze okręty miały szerszy drugi komin).
Uzbrojenie stanowiły 4 pojedyncze działa 120 mm, 1 działo plot 76 mm lub 2 automatyczne armaty przeciwlotnicze 40 mm "pom-pom" i 6 wyrzutni torped 533 mm.
- Okręty:
  - I seria: HMS "Vansittart", "Venomous" (ex-"Venom"), "Verity", "Volunteer", "Wanderer", "Whitehall", "Wren"
  - II seria: HMS „Veteran”(inne języki), "Whitshed", "Wild Swan", "Witherington", "Wivern", "Wolverine", "Worcester".
- Okręty anulowane: "Vantage", "Votary", "Warren", "Welcome", "Welfare", "Whitehead", "Vashon", "Vengeful", "Vigo", "Vigorous", "Virulent", "Volage", "Volcano", "Wager", "Wake", "Waldegrave", "Walton", "Whitaker", "Watson", "Wave", "Weazel", "White Bear", "Wellesley", "Wheeler", "Whip", "Whippet", "Whelp", "Willoughby", "Winter", "Wrangler", "Werewolf", "Westphal", "Westward Ho", "Yeoman", "Zealous", "Zebra", "Zodiac".

### Typ W zmodyfikowany Thornycroft
W styczniu 1918 również stocznia Thornycrofta otrzymała zamówienie na dwa okręty zmodyfikowanego typu W, według własnych planów (Thornycroft Modified W class). Weszły one do służby w 1920 i 1924. Z powodu cięższego uzbrojenia na dziobie i wyższego mostka, okręty przeprojektowano, zamieniając kolejność przedziałów kotłowni (w dziobowej kotłowni dwa kotły i w rufowej jeden), przez co można było przesunąć kominy, a w ślad za nimi nadbudówkę dziobową i działo dziobowe, do tyłu. W odróżnieniu od wcześniejszych okrętów, pierwszy komin był szerszy od drugiego. Modyfikacje te przejęto następnie w konstrukcji drugiej serii zmodyfikowanego typu W Admiralicji. Poza tym, okręty Thornycrofta miały charakterystyczne kominy z płaskimi ścianami i nieco wyższe burty.
Uzbrojenie: 4 pojedyncze działa 120 mm, 2 automatyczne armaty przeciwlotnicze 40 mm "pom-pom" i 6 wyrzutni torped 533 mm.
- Okręty:
  - HMS „Wishart”(inne języki), "Witch".

## Modyfikacje

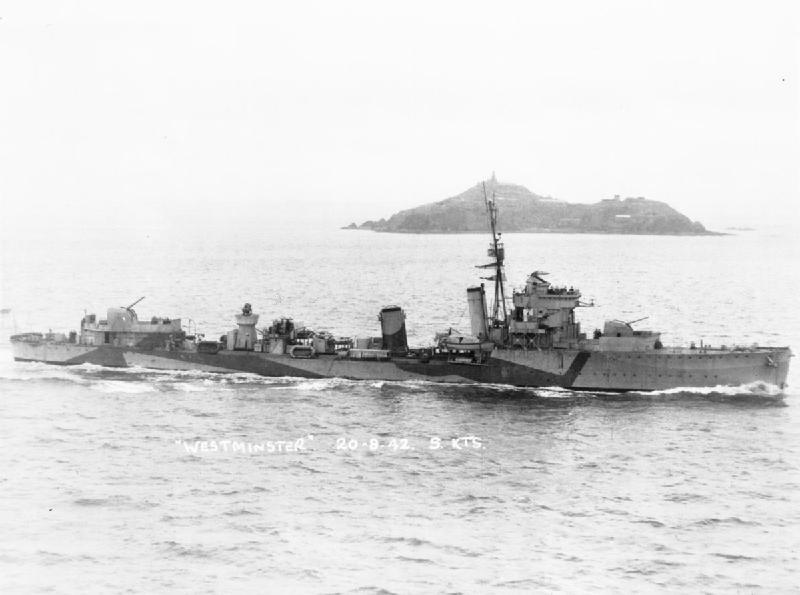
HMS "Westminster" po modyfikacji WAIR

Ponieważ okręty typów V/W w okresie poprzedzającym II wojnę światową prezentowały już znacznie mniejszą wartość bojową w charakterze niszczycieli od okrętów nowych typów, większość przebudowano przed wojną i w jej trakcie na niszczyciele eskortowe, w celu eskortowania konwojów. Pierwszą modyfikacją, przeprowadzoną  na 15 okrętach typów V/W w latach 1938-1940, była przebudowa według programu WAIR, zwiększająca możliwości okrętów w zakresie obrony przeciwlotniczej. Polegała ona na zamianie całego uzbrojenia na 4 działa uniwersalne 102 mm Mark XVI na dwóch podwójnych podstawach Mark XIX (na dziobie i rufie) oraz 2 poczwórne karabiny maszynowe Vickers 12,7 mm (na niektórych 2 działka 40 mm), a także 2 miotacze bomb głębinowych. Zmianie uległa przy tym forma nadbudówki. Od 1941 instalowano na nich 2 działka 20 mm Oerlikon, następnie 4, zastępując wkm-y 12,7 mm (od 1942).
- Okręty przebudowane według WAIR:
  - HMS "Valorous", "Whitley", "Vanity", "Vega", "Verdun", "Vimiera", "Vivien", "Viceroy", "Valentine", "Westminster", "Winchester", "Wolfhound", "Wryneck", "Wolsey", "Woolston".

W latach 20. na okrętach zamieniano armatę 76 m na działko przeciwlotnicze 40 mm, po czym, w 1940 okręty w służbie brytyjskiej (z wyjątkiem przebudowanych według WAIR) otrzymały drugie działko 40 mm. Okręty, które nie miały wcześniej stacji hydrolokacyjnej i bomb głębinowych, zostały w nie wtedy wyposażone. Od lata 1940 na większości okrętów zamieniono jeden aparat torpedowy przez armatę przeciwlotniczą 76 mm.
Między 1941 a 1944 przebudowywano 21 okrętów na niszczyciele eskortowe o dużym zasięgu, według programu LRE (long range escort). Likwidowano  jeden kocioł z dziobowej kotłowni i jego komin, w zamian zwiększano zapas paliwa i pomieszczenia załogi. Moc takich okrętów spadała do ok. 18.000 KM, a prędkość  do 24-25 węzłów, pozostając i tak duża na potrzeby służby konwojowej. Drugi aparat torpedowy i działo rufowe ("Y") zamieniano na wzmocnione uzbrojenie przeciwlotnicze i przeciwpodwodne (do 110 bomb głębinowych). Pełna wyporność wzrastała do 1690—1785 t. Od 1942 na okrętach zastępowano dziobowe działo artylerii głównej ("A") przez miotacz rakietowych bomb głębinowych Hedgehog. Instalowano najpierw 2 działka 20 mm Oerlikon (ok. 1942), następnie 4 (1943-44), zastępując działka 40 mm.
- Okręty przebudowane według LRE:
  - "Vimy", "Vanessa", "Vanquisher", "Vanoc", "Velox", "Versatile", "Vesper", "Vidette", "Viscount", "Winchelsea", "Wrestler", "Warwick", "Westcott", "Walker", "Watchman" (typy V/W), "Vansittart", "Volunteer", "Wanderer", "Venomous", "Verity", "Whitehall" (typ W zmodyfikowany I serii).

Pozostałe niszczyciele oznaczane były jako SRE (niszczyciele eskortowe krótkiego zasięgu). Na większości działo rufowe ("Y") zamieniano na wzmocnione uzbrojenie przeciwlotnicze i przeciwpodwodne (do 50-70 bomb głębinowych).
W latach 1943–1944 na "Walpole", "Windsor" (V/W), "Whitshed", "Wivern" i "Witherington" (W zmod.) zamieniono dziobowe działo artylerii głównej ("A") na podwójną szybkostrzelną armatę 57 mm Hotchkiss, a rufowe ("Y") na pojedyncze działko 40 mm, do zwalczania niemieckich kutrów torpedowych na kanale La Manche.